# Kanton Saint-Germain-lès-Corbeil
Der Kanton Saint-Germain-lès-Corbeil war von 1976 bis 2015 ein französischer Wahlkreis im Arrondissement Évry, im Département Essonne und in der Region Île-de-France; sein Hauptort war Saint-Germain-lès-Corbeil. Vertreter im Generalrat des Départements war zuletzt von 2008 bis 2015 François Fuseau (UMP).
Der sieben Gemeinden umfassende Kanton war 53,05 km² groß und hatte 35.450 Einwohner (Stand: 2012).

## Gemeinden
| Gemeinde                  | Einwohner Jahr | Fläche km² | Bevölkerungsdichte | Code INSEE | Postleitzahl |
| ------------------------- | -------------- | ---------- | ------------------ | ---------- | ------------ |
| Étiolles                  | 3.169 (2013)   | 11,65      | 272 Einw./km²      | 91225      | 91450        |
| Morsang-sur-Seine         | 535 (2013)     | 4,39       | 122 Einw./km²      | 91435      | 91250        |
| Saint-Germain-lès-Corbeil | 7.473 (2013)   | 4,93       | 1516 Einw./km²     | 91553      | 91250        |
| Saint-Pierre-du-Perray    | 9.758 (2013)   | 11,59      | 842 Einw./km²      | 91573      | 91280        |
| Saintry-sur-Seine         | 5.343 (2013)   | 3,29       | 1624 Einw./km²     | 91577      | 91250        |
| Soisy-sur-Seine           | 6.947 (2013)   | 8,56       | 812 Einw./km²      | 91600      | 91450        |
| Tigery                    | 3.244 (2013)   | 8,64       | 375 Einw./km²      | 91617      | 91250        |